# Тарифна мобілізація
«Тарифна мобілізація» — громадська організація, створена Олексієм Кучеренком (екс-міністр ЖКГ України (2007—2010), голова ВГО «Спілка власників житла України») та Максимом Гольдарбом (директор ГО «Публічний аудит»), спрямована на захист прав українців від економічно необґрунтованих тарифів на житлово-комунальні послуги, які вступили в дію з 1 квітня 2015 року. Рух ставить за мету встановити повну прозорість у стосунках між споживачами та природними монополіями — водоканалами, комунальними підприємствами, енергетиками та газовиками. 
3 квітня 2015 року ініціатори проекту, не погоджуючись із несправедливою політикою Уряду та НКРЕКП щодо формування тарифів на ЖКП для населення, підписали Меморандум про співпрацю та запропонували всім небайдужим долучитися до акції «Тарифна мобілізація».

## Передісторія
Незалежні аудитори ГО «Публічний аудит» ще на початку березня 2015 року заговорили про те, що нові тарифи на газ завищено майже втричі та озвучили спекулятивні схеми завищення собівартості газу чиновниками. Вперше Максим Гольдарб розповів про це в прямому ефірі глядачам телеканалу «Київ». Тему підхопило ціла низка рейтингових вітчизняних інтернет-видань.
27 березня 2015 року в програмі «Шустер LIVE» екс-міністр ЖКГ Олексій Кучеренко пред’явив документ комплексного аудиту ГО «Публічний аудит» та ВГО «Спілка власників житла України» щодо абсолютно економічно необґрунтованої вартості газу для населення, додавши, що різке підвищення цін на газ зумовлене боргами НАК «Нафтогаз України». Відео набуло значного резонансу в соцмережах та інтернет-просторі загалом. 

## Поставлені завдання
Основна мета діяльності «Тарифної мобілізації» — створення комплексної, державної, публічної системи захисту прав споживачів у галузі житлово-комунального господарства України. Для досягнення цієї мети ініціатори зобов'язалися реалізувати такі першочергові заходи:
1. Закликати громадян з активною громадською позицією, представників засобів масової інформації, громадських діячів, політиків приєднатися до «Тарифної мобілізації» та всіма можливими законними засобами захищати гарантовані Конституцією України права та інтереси.
2. Звернутися до Уряду та НКРЕКП щодо надання мотивованих пояснень про розміри та структуру тарифів на житлово-комунальні послуги.
3. Невідкладно ініціювати перед Головою Верховної Ради України питання щодо проведення парламентських слухань, в ході яких обговорити звіт Уряду стосовно причин фактичного провалу реформи житлово-комунального господарства в країні.
4. Офіційно ініціювати перед Головою Верховної Ради України, головами фракцій, профільних комітетів винесення на порядок денний та прийняття постанови про створення Тимчасової слідчої комісії для з’ясування правових, економічних підстав та передумов кабальної тарифної політики, визначення економічно обґрунтованих тарифів на енергоносії для населення. Ініціювати участь у роботі Комісії представників Уряду, Міністерства енергетики та вугільної промисловості, НКРЕКП, ДП НЕК «Укренерго», ДП «Енергоринок», НАК «Нафтогаз України», ПАТ «Укртрансгаз», ПАТ «Укргазвидобування», інших виробників та постачальників газу й електроенергії, а також громадськості, незалежних експертів.
5. Звіти за результатами роботи Комісії обговорити на засіданні Верховної Ради України за участю громадськості. Одним із обов’язкових висновків Комісії має бути визначення економічно виправданих тарифів, рекомендації щодо їх зменшення, а також вимога стосовно відповідальності осіб, які були причетні до спекулювання на цій темі.
6. Ініціювати перед Антимонопольним комітетом України, Генеральною прокуратурою України проведення перевірок усіх монополістів із виробництва теплової та електроенергій, НАК «Нафтогаз України», ПАТ «Укртрансгаз», ПАТ «Укргазвидобування». Зобов’язати оприлюднити звіти за результатами міжнародних аудитів компаній-монополістів.
7. Задля координування роботи, надання консультацій та всебічної підтримки мобілізаційних груп в усіх регіонах України створити інформаційний центр «Тарифної мобілізації».

## Ключові позиції «Тарифної мобілізації»
Спеціалісти «Публічного аудиту» чітко довели невідповідність нових цін на послуги ЖКГ їх реальній вартості. За час існування «Тарифної мобілізації» було проведено десятки супровідних досліджень теми і виявлено значну кількість порушень методики формування цін та фактів зловживання відповідальних осіб своїми посадовими обов’язками. 
Основні тези громадської ініціативи «Тарифна мобілізація»:
*  Газу українського видобутку вистачає для потреб населення
Згідно з Прогнозним балансом надходження та розподілу природного газу в Україні на 2015 рік, Україна видобуває 19,5 млрд м³ газу. Із них лише 3,3 млрд м³ належать приватним газовидобувним компаніям, решта, 16,2 млрд м³ — державі.
Споживання газу населенням у Прогнозному балансі спочатку було заплановане на рівні 20,8 млрд м³, але якщо врахувати зменшення нормативів споживання газу та виключити потреби Криму й тимчасово окупованих територій, отримаємо, що  Українцям потрібно лише 17 млрд м³ блакитного палива. Майже стільки ж держава видобуває. Тобто, потреби населення можна покрити газом власного видобутку. Для цього не потрібен імпортний газ.
Українці мають право на те, щоб отримувати газ виключно вітчизняного видобутку за обґрунтованою ціною (собівартість + розумний прибуток). Позиція стосовно того, що газу національного видобутку не вистачає для потреб населення та виробництва теплової енергії і нам потрібен дорогий імпортний газ, є абсолютно неправдивою. 
* НКРЕКП створено незаконно
У серпні 2014 року Президент України ухвалив рішення про створення НКРЕКП як центрального органу виконавчої влади, не маючи на те ні підстав, ні повноважень. Жодним із законів України не передбачено можливості створення та діяльності єдиної комісії, яка здійснює державне регулювання як у сфері енергетики, так і в сфері комунальних послуг. Окрім того, відповідно до ст. 116 Конституції України (в редакції від 21.02.2014) питання утворення, реорганізації та ліквідації міністерств й інших центральних органів виконавчої влади належать до компетенції виключно Кабміну.
Оскільки НКРЕКП незаконна, то й тарифи, які вона затвердила, не є правочинними.
* Субсидії — спосіб узаконення незаконних та необґрунтованих тарифів
Чим більше людей погодяться на субсидії, тим більше громадян, таким чином автоматично і несвідомо визнають нові тарифи законними. 
Окрім того, гроші, якими виплачуються субсидії, закладені урядом в комунальні тарифи у вигляді підвищеної 70% -ної ренти 
* МВФ не вимагав від Уряду підвищувати тарифи
Умова була така: усунути дефіцит НАК «Нафтогаз України». Цього можна було досягти різними шляхами, але чинна влада обрала найпростіший — підняти тарифи, і зібрати гроші з народу. 
* Понад 2 млрд грн – сума «чорного» заробітку внаслідок завищених нормативів споживання газу
Норми споживання газу з травня 2015 року Урядом знижені ВДВІЧІ. Тобто, фактично влада та НКРЕКП визнали, що увесь час до травня 2015 українці, які не мають лічильників, переплачувати  за газ та тепло вдвічі. Лише за один опалювальний сезон населення по нормам заплатило монополіям близько 10 млрд грн «зайвих» грошей за газ, який насправді не отримувало. Ще близько 10 млрд грн монополії заробили, реалізовуючи в подальшому цей газ і тепло промисловим споживачам на комерційній основі .
* Норми споживання тепла терміново потрібно переглянути
В Україні норми теплоспоживання подекуди перевищують норми Якутії. Це нонсенс, коли на українців списують споживання тепла так само, як жителям крайньої півночі Сибіру. Якщо порівняти з середніми нормами Іжевська, то встановлені в Україні норми вищі на 52–100%, хоча кліматичні умови цього міста відповідають нашим. Тим не менше, чиновники не лише не зменшили ці норми, але й у березні 2015 року Постановою НКРЕКП («Про встановлення тарифів на послуги з централізованого опалення та послуги з централізованого постачання гарячої води, що надаються населенню суб’єктами господарювання, які є виконавцями цих послуг») збільшили тарифи на централізоване опалення в середньому по Україні на 70%.
Аудитори підрахували, що українці, квартири яких не обладнані лічильниками, переплатили за тепло в минулому опалювальному сезоні від 6,4 млрд грн до 10 млрд грн. У середньому сім'я за опалення квартири площею 50 м² переплачує від 810 до 1350 грн за опалювальний сезон, залежно від регіону проживання.
* Нові тарифи на ЖКП є неспівмірними з доходами та рівнем життя громадян України
При затверджені ціни на газ для населення та на інші комунальні послуги не враховані реальні показники соціально-економічного розвитку країни та рівня життя її  громадян. Нові тарифи нехтують загальновідомим фактом про тотальне зубожіння населення, зменшення його реальних доходів та, відповідно, покупної здатності. 
За півроку в Україні тарифи підвищилися:
газ + 600 %
електроенергія + 48 %
тепло + 71,8 %
вода + 30—58 %. 
При цьому мінімальна зарплатня, пенсії та соціальні виплати підвищилися в середньому на 13 %!
* Ціна на газ для населення повинна бути не більше 3500 грн за тисячу м³
Спеціалісти ГО «Публічний аудит» підрахували, що на сьогодні закупівельний тариф природного газу ПАТ «Укргазвидобування» становить 1590 грн (без ПДВ); послуги з транзиту відповідно до постанови НКРЕКП від 03.03.15 №503 обходяться в 656,2 грн (без ПДВ); тариф на постачання — 90,30 грн, разом — 2336,5 грн. Додаємо до цієї суми ПДВ та цільову надбавку й отримаємо вартість газу, близьку до 2 900 грн за тисячу кубічних метрів. 
Українці не погоджувалися покривати дефіцит НАК «Нафтогаз України» з власної кишені, адже різниця між цією сумою та тарифами в 3600 грн і 7200 грн призначена саме для цього. 

## Діяльність

### Участь у Робочій групі ВР щодо обґрунтованості тарифів на ЖКП
Ініціатори «Тарифної мобілізації» були активними учасниками Робочої групи Комітету з питань будівництва, містобудування та житлово-комунального господарства Верховної Ради України з перевірки обґрунтованості тарифів на житлово-комунальні послуги.
Робоча група затвердила звіт, в якому вказала, що тарифи на житлово-комунальні послуги та ціна на газ встановлені необ'єктивно та потребують негайного перегляду:
- Норми та обсяги споживання газу безпосередньо населенням та газу на виробництво теплової енергії у прогнозному балансі природного газу в Україні на 2015 рік є завищеними та мають бути переглянуті.
- В Україні для комунальних потреб цілком достатньо газу власного видобутку, а інформація Уряду щодо необхідності використання імпортного газу для цих цілей є недостовірною. Об’єм імпортного газу, який планується використати для споживання населенням, необґрунтовано збільшено як мінімум удвічі.
- У зв’язку з цим роздрібна ціна на природний газ у розмірі 7 188 грн за тисячу кубометрів газу, як мінімум у два рази завищена!
- До тарифів безпідставно закладені виробничо-технологічні витрати газу та його втрати у газопроводах.
- Якісь газу, що використовується у комунальній сфері і за яку несе відповідальність постачальник, зокрема норма теплоти згорання, значно нижча, ніж у країнах ЄС. 
- Уряд підвищив комунальні тарифи, не маючи інформації про реальну структуру собівартості видобутку природного газу дочірніх підприємств НАК «Нафтогаз України». Такі дані заплановано отримати лише у вересні 2015 року.
- Уряд не вживає заходів, спрямованих на збільшення видобутку газу державним підприємством ПАТ «Укргазвидобування». Навпаки, спостерігається політика скорочення видобування власного (державного) газу на фоні збільшення видобутку приватного.
- Україна має великий потенціал для підвищення енергоефективності до рівня країн ЄС, однак наразі держава робить недостатньо для його максимального використання. Зокрема, в країні для підприємств-постачальників енергоносіїв досі діє застарілий принцип ціноутворення: «витрати підприємства + прибуток», а не принцип граничного тарифу, який встановлюється за формулою стимулюючого ціноутворення.
Із моменту завершення діяльності Робочої групи її рекомендації виконані так і не були. Внаслідок бездіяльності Кабінету Міністрів України та інших державних органів протягом останніх чотирьох місяців, громадяни України вимушені сплачувати за житлово-комунальні послуги за тарифами, які є необґрунтовано завищеними.

### Перегляд нормативів на газ та споживання тепла для населення
Від «Тарифної мобілізації» були надіслали офіційні звернення на ім’я Прем’єр-міністра, Міністра палива та енергетики, Міністра регіонального розвитку, будівництва та житлово-комунального господарства України, голови НКРЕКП та голови Антимонопольного комітету вимогу про негайний перегляд нормативів на газ та споживання тепла для населення. Представники «Тарифної мобілізації» аргументували свої вимоги тим, що норми тепловитрат, закладені в діючі тарифи на послуги централізованого опалення (без лічильників) (від 17.10.2014 № 146), вдвічі вищі за максимальні показники, передбачені Державними будівельними нормами України (ДБН-в.2.6-31:2006). Крім того, норми тепловитрат за своїми показниками збігалися, а в деяких випадках взагалі перевищували діючі норми тепловитрат в Якутії Російської Федерації, де температура тримається -50° С, а опалювальний сезон триває більше 250 днів. Наші норми тепловитрат розроблені на підставі рекомендацій ще 80-х років минулого століття.
У результаті, за вимогою активістів «Тарифної мобілізації» Кабінет Міністрів України в кінці квітня видав Постанову, якою вдвічі зменшив норму споживання газу абонентам без лічильників. 

### Офіційні звернення, судові позови
- Ініціатори «Тарифної мобілізації» під час ознайомлення з офіційними звітами НАК «Нафтогаз України» у складі Робочої групи ВР щодо тарифів, виявили, що НАК «Нафтогаз України» імовірно, надав недостовірні дані в офіційному звіті 2014 року, завищивши загальний обсяг газу, витраченого на потреби населення у 2013 році на 7,56 млрд м³. Тому М. Гольдарб та О. Кучеренко звернулися до генпрокурора України Віктора Шокіна з вимогою притягнення до відповідальності посадових осіб НАК «Нафтогаз України» за можливу підробку офіційних звітів 2014 року.

У результаті Київська міліція відкрила кримінальне провадження, розпочато досудове розслідування за ч. 2 ст. 366 КК України — службове підроблення, що спричинило тяжкі наслідки. За умови підтвердження недостовірної інформації щодо балансів газу Нацкомісія, що здійснює регулювання у справах енергетики та комунальних послуг (НКРЕКП), матиме всі підстави переглянути тарифи.
Статус: справа перебуває на розгляді.
- Ініціатори «Тарифної мобілізації» оскаржили у Вищому адміністративному суді України Укази Президента України про створення Національної комісії, що здійснює регулювання у справах енергетики та комунальних послуг.

Стутус: відмовлено.
- Відмову Вищого Адміністративного Суду України в справі щодо незаконності створення НКРЕКП було оскаржено у Верховному Суді України.

Статус: Верховний Суд України розпочав розгляд заяви «Публічного аудиту» про справу щодо визнання незаконними указів Президента України, якими він утворив Нацкомісію, що здійснює регулювання у справі тарифів та комунальних послуг.
- Ініціатори «Тарифної мобілізації» звернулися до народних депутатів України з проханням скерувати в Конституційний Суд України подання про визнання незаконними Указів Президента щодо створення та діяльності НКРЕКП.

- Незалежні аудитори ГО «Публічний аудит» звернулися до чинного Уповноваженого ВР з прав людини Валентини Лутковської. Експерти надали до розгляду цілу низку своїх дослідницьких напрацювань, які вказують на завищення тарифів на газ щонайменше удвічі, та запропонували внести їх на розгляд НКРЕКП, Верховної Ради й Кабміну.

### Петиція до Президента України
9 вересня 2015 року керівник Максим Гольдарб ініціював Електронну петицію до Президента України про скасування драконівських тарифів та встановлення справедливих цін на комунальні послуги для населення.

### Бланки позовних заяв
Експерти та активісти «Тарифної мобілізації» також розробили для громадян бланки звернень до влади:
1. Про негайний перегляд тарифів на житлово-комунальні послуги та повернення безпідставно нарахованих та сплачених як оплата за тепло та газ коштів (для тих, у кого немає лічильників) (бланк)
2. Про перегляд тарифів для власників житла обладнаного лічильниками (бланк)
3. Про встановлення приладів обліку (бланк)
4. Колективне звернення з вимогою про перегляд нових тарифів, застарілих нормативів і встановлення лічильників (бланк)
5. Колективне звернення з вимогою проведення перевірок надавачів послуг теплопостачаня (бланк)

### Всеукраїнське опитування
У квітні— травні 2015 року «Тарифна мобілізація» провела Всеукраїнське опитування «Як українці ставляться до нових тарифів на житлово-комунальні послуги?» . За допомогою електронної форми було опитано 4 тис. респондентів.
Результати:

- З новими тарифами не згодні 95 % опитаних;
- 98 % респондентів не довіряють новим цінам на газ, тепло, воду та електроенергію;
- 66 % українців вважають що не можуть впливати на процеси тарифоутворення;
- 96 % виявили бажання знати структуру тарифу та впливати на його формування;
- 81 % опитаних зазначили, що не мають змоги платити за новими тарифами.

## Відео
- Створення «Тарифної мобілізації» — 3.04.2015
- Олексій Кучеренко: Ціни на газ для населення сьогодні не обґрунтовані
- НКРЕКП — неконституційний орган — М. Гольдарб
- Кучеренко Олексій: про обсяги споживання газу
- Шокуюча правда про затвердження тарифів на газ
- Нас дурять: українського газу вистачає для потреб населення!
- Масові неплатежі — єдиний шлях до справедливих тарифів
- При чесних тарифах зникне проблема з субсидіями — Гольдарб
- Субсидії — це обман українців!!
- Оформлюєте субсидії? Погоджуєтеся зі злодійськими тарифами на ЖКП!
- Нові тарифи - антинародна затія влади, приречена на провал
- Тарифна афера — 2015